# Маликане
Маликане је био облик пореза уведен у Отоманском царству 1695. године. Замишљен је као побољшање Илтизам система , у коме је порески пољопривредник био одговоран за једну годину. Маликане уговори су били доживотни и ово је пружало већу сигурност пореском пољопривреднику и мање експлоатацијски однос са сељацима. Међутим, стечени интереси - постојећих мултезима који су имали користи од система Илтизам - спречили су шире усвајање маликане. Такође, маликане се није могао претворити у Вакуф.
Пореска фарма маликане, обично за село или округ, била би на аукцији највишег понуђача; у замену за прикупљање свих државних пореза (русум) са тог подручја, победник на аукцији би извршио велику уплату названу муачеле, а затим годишње исплате назване мал. Аукција је одредила почетну уплату - подлежући минималној цени коју је одредила благајна. Маликанеци би могли да финансирају своју почетну уплату позајмљивањем код лихвара или сарафа - који би очекивали да ће смањити порески приход; ово би чак могао постати други слој пореске производње.
Победник лицитације добио би документ под називом „берат“, као доказ о свом праву на порезну фарму. У теорији, када би станар умро, његова пореска фарма би се вратила држави, али би станар могао да преда пореску фарму наследнику ако би се благајна сложила (а званичници би очекивали да им се плати за њихов споразум).
Како је тржиште порезног рата постајало конкурентније, трезор је прикупљао веће исплате, али је профитабилност за пореске пољопривреднике опадала.
Систем маликане је можда направљен по узору на ранији систем „двоструке ренте“ који су плаћали вакуфи.
Из перспективе трезора, маликане су били поузданији извор прихода. Аукције локалних порезних пољопривредних права имале су за последицу интегрисање различитих провинцијских порезних пољопривредника у османску државу, а такође су помогле у изградњи модернијег концепта приватног власништва над земљом.